# 에드가 앤더슨
에드가 앤더슨(Edgar Anderson, 본명: 에드가 섀넌 앤더슨, Edgar Shannon Anderson, 1897년 11월 9일 ~ 1969년 6월 18일)은 미국의 식물학자이다. 유전자이입 교배(introgressive hybridization)라는 용어를 소개했으며, 1949년에 같은 제목의 책을 펴 식물 유전학에 독창적이고 중요한 기여를 했다. 자연 교잡을 통한 적응의 전달과 기원에 관한 그의 연구는 계속해서 관련성을 갖고 있다.
앤더슨은 1934년에 미국 예술 과학 아카데미의 회원으로 선출되었다. 1954년에 미국국립과학원의 회원으로 선출되었다. 그는 또한 1952년 미국 식물 학회 회장을 역임했고, 진화 연구 학회와 미국 허브 학회의 창립 회원이기도 했다. 1958년에는 린네 학회로부터 다윈-월레스 메달을 받았다.